# Verkleurend vlieskelkje
Het verkleurend vlieskelkje (Hymenoscyphus imberbis) is een schimmel behorend tot de familie Helotiaceae. Het leeft saprotroof op stronken, takken, houtsnippers of eventueel worteltjes van loofbomen, vooral Els (Alnus), maar kan ook voorkomen op essen en eik. Hij groeit in het voorjaar, vooral op vochtige plaatsen.

## Kenmerken

### Uiterlijke kenmerken
Apothecia (vruchtlichamen) zijn subsessiel tot kort gesteeld en hebben een diameter van 1 to 2 mm. Ze zijn wittig, bleek karmozijnrood tot rozeachtig van kleur.

### Microscopische kenmerken
De ascosporen zijn ongesepteerd, langwerpig tot elliptisch, 9,5 tot 12 × 2,5 tot 4 µm groot. De asci zijn cilindrisch en sleutelvormig en meten 60 tot 80 × 5,5 tot 7 μm. De parafysen zijn draadvormig en gedeeltelijk vertakt. In tegenstelling tot andere soorten van het geslacht wordt de ascus in Lugol bijna nooit blauw of paars. Het excipulum is opgebouwd uit evenwijdige hyfen die onder een scherpe hoek met het oppervlak liggen.

## Verspreiding
Het verkleurend vlieskelkje komt in Nederland vrij algemeen voor. Het staat niet op de rode lijst en is niet bedreigd.